# The Jimi Hendrix Experience
The Jimi Hendrix Experience a fost o formație de muzică rock englezo-americană formată în Londra în 1966. Inițial formată din chitaristul, vocalistul și compozitorul american Jimi Hendrix, basistul și vocalistul de fundal Noel Redding și toboșarul Mitch Mitchell (ambii englezi), formația a fost activă până în 1969, timp în care cei trei au lansat cu succes trei albume de studiou. După plecarea lui Redding din iunie 1969, Hendrix și Mitchell au continuat să cânte împreună și să se dedice altor proiecte muzicale.
După dezmembrarea trio-ului inițial, Hendrix și Mitchell l-au adoptat pe basistul Billy Cox, precum și pe alți muzicieni pentru a formație efemeră, cunoscută ca Gypsy Sun and Rainbows, care a cântat la faimosul Woodstock Festival. După o scurtă perioadă, în care Hendrix, împreună cu Billy Cox și bateristul vocalist Buddy Miles au format o altă formație efemeră, Band of Gypsys, Jimi Hendrix a re-format The Jimi Hendrix Experience împreună cu Mitchell și Cox.
Oricum, acest trio din 1970 este considerat în lumea muzicală a fi o altă entitate muzicală, diferită de grupul original The Jimi Hendrix Experience. Pentru a fi distins de formația inițială, grupul re-format este citat de multe ori ca fiind The Jimi Hendrix Experience The Cry of Love.

## Membrii formației
- Jimi Hendrix – vocalist, chitară
- Mitch Mitchell – tobe, percuție, vocalist de fundal
- Noel Redding – basist, vocalist de fundal  (1966 – 1969)
- Billy Cox – Chitară bas (1970)

## Discografie originală
- Are You Experienced (1967)
- Axis: Bold as Love (1967)
- Electric Ladyland (1968)